# باربرا مورغان
باربرا مورغان (بالإنجليزية: Barbara Morgan) (و. 1951 – م) هي رائدة فضاء، ومُدرسة من الولايات المتحدة الأمريكية . ولدت في فريسنو، كاليفورنيا .

## حياة مبكرة وتعليم
ولدت مورغان للدكتور والسيدة جيري رادينغ في عام 1951 ونشأت في فريسنو بولاية كاليفورنيا، حيث التحقت بمدرسة هربرت هوفر الثانوية. بعد التخرج في عام 1969، قُبلت في جامعة ستانفورد في بالو ألتو بولاية كاليفورنيا، حيث تخرجت بامتياز في عام 1973 وحصلت على بكالوريوس في علم الأحياء البشري. حصلت على أوراق اعتماد التدريس من جامعة نوتردام دي نامور بالقرب من بيلمونت في عام 1974.

## مسار مهني في التدريس
بدأت مورغان مسارها المهني في التدريس في عام 1974 في محمية فلاتهيد الهندية في مدرسة أرلي الابتدائية في أرلي بولاية مونتانا، حيث درست القراءة العلاجية والرياضيات. منذ عام 1975 وحتى عام 1978، درسّت القراءة العلاجية/ الرياضيات للصف الثاني في مدرسة ماكال-دونلي الابتدائية في ماكال بولاية أيداهو. منذ عام 1978 وحتى عام 1979، درسّت مورغان اللغة الإنجليزية والعلوم لطلاب الصف الثالث في كلية كيتو الأمريكية في كيتو بالإكوادور، لمدة عام. منذ عام 1979 وحتى عام 1998، درسّت مورغان الصف الثاني والثالث والرابع في مدرسة ماكال-دونلي الابتدائية.

## مُدرسة في مشروع الفضاء

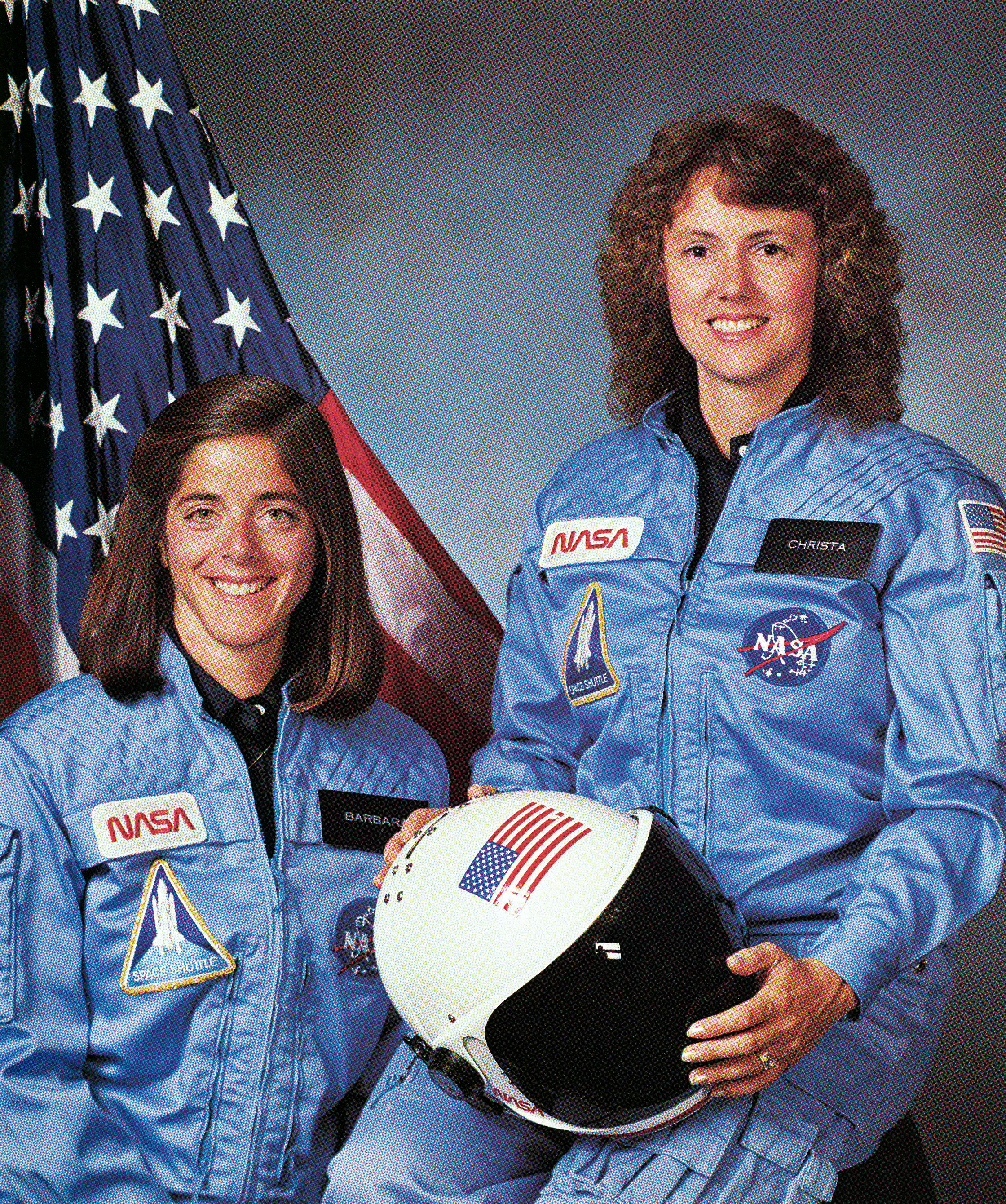
باربرا مورغان وكريستا ماكوليف

اُختيرت مورغان كمرشحة احتياطية لبرنامج مشروع معلم في الفضاء في 19 يوليو عام 1985. منذ سبتمبر عام 1985 وحتى يناير عام 1986، تدربت مورغان مع كريستا ماك أوليف وطاقم مكوك الفضاء تشالنجر في مركز لندون بي جونسون للفضاء التابع لناسا في هيوستن بولاية تكساس. بعد وفاة ماك أوليف في حادثة تشالنجر، تولت مورغان واجبات المعلم المكلف في مشروع الفضاء. منذ مارس عام 1986 وحتى يوليو عام 1986، عملت مع وكالة ناسا، إذ تحدثت إلى المنظمات التعليمية في جميع أنحاء البلاد. في خريف عام 1986، عادت مورغان إلى أيداهو لاستئناف مسارها المهني في التدريس. درسّت الصفين الثاني والثالث في مدرسة ماكال-دونلي الابتدائية واستمرت في العمل مع قسم التعليم في وكالة ناسا، مكتب الموارد البشرية والتعليم. شملت واجباتها كمعلم مكلف في مشروع الفضاء: الخطابة العامة والاستشارات التعليمية وتصميم المناهج الدراسية والعمل في فرقة العمل الفيدرالية التابعة لمؤسسة العلوم الوطنية للنساء والأقليات في العلوم والهندسة.

## مسار مهني في ناسا
في يناير عام 1998، بعد 12 عامًا من وفاة ماك أوليف، اُختيرت مورغان من قبل وكالة ناسا كمرشحة رائدة فضاء (أخصائية بعثة) وأُبلغ مركز لندون بي جونسون للفضاء في أغسطس عام 1998 لبدء التدريب لتصبح رائدة فضاء بدوام كامل. بعد الانتهاء من عامين من التدريب والتقييم ، كُلفت بمهام تقنية في فرع عمليات محطة الفضاء بمكتب رائد الفضاء. عملت في فرع مراقبة الطيران مكتب رواد الفضاء، إذ عملت في مركز مراقبة البعثة كمحاورة رئيسية مع أطقم المدار.
مثل العديد من رواد الفضاء ورواد الفضاء الروس، فإن مورغان هي عاملة لاسلكي هاوية مرخصة، وقد اجتازت امتحان الترخيص فئة الفنيين في عام 2003. وهذا يؤهلها لاستخدام مرافق اللاسلكي للهواة في مشروع محطة الفضاء الدولية.

## مسار مهني بعد ناسا
في 4 يوليو عام 2008، حصلت مورغان على جائزة «صديق التعليم» من جمعية التعليم الوطنية. في الشهر التالي، اُفتتحت مدرسة باربرا رادينغ مورغان الابتدائية في ماكال.

## جوائز وأوسمة
حصلت مورغان على جائزة قبة أدلر السماوية للنساء في علوم الفضاء في عام 2008.[بحاجة لمصدر]

## الحياة الشخصية
مورغان متزوجة من الكاتب كلاي مورغان من ماكال بولاية أيداهو، أنجبا ابنين. هي عازفة فلوت كلاسيكية والتي تستمتع أيضًا بموسيقى الجاز والأدب والمشي لمسافات طويلة والسباحة والتزلج الريفي.

## ريادة الفضاء
شاركت في المهمات الفضائية:
- STS-118.

## التعليم
تعلمت في جامعة ستانفورد

## روابط خارجية
- باربرا مورغان على موقع IMDb (الإنجليزية)
- باربرا مورغان على موقع الموسوعة البريطانية (الإنجليزية)
- باربرا مورغان على موقع قاعدة بيانات الفيلم (الإنجليزية)